# محوطه و گورستان دیمه
محوطه و گورستان دیمه مربوط به هزاره اول قم - دوره قاجار است و در شهرستان کوهرنگ، بخش مرکزی، دهستان شوراب تنگ گزی، روستای دیمه واقع شده و این اثر در تاریخ ۱۲ شهریور ۱۳۸۶ با شمارهٔ ثبت ۱۹۵۱۱ به‌عنوان یکی از آثار ملی ایران به ثبت رسیده است.